# Towarzystwo Naukowe Krakowskie
Towarzystwo Naukowe Krakowskie (TNK) – towarzystwo naukowe ogólne założone w 1815 w Krakowie, w 1872 przekształcone w Akademię Umiejętności (AU).

## Historia
Zostało założone 24 lipca 1815 z inicjatywy Jerzego Samuela Bandtkiego przy poparciu i zaangażowaniu ówczesnego rektora Uniwersytetu Jagiellońskiego Walentego Litwińskiego.
Od swego powstania TNK ściśle współdziałało z Uniwersytetem Jagiellońskim, którego kolejni rektorzy byli prezesami TNK aż do 1852.
W latach 1815–1840 w TNK istniało sześć wydziałów: Teologii, Prawa, Medycyny, Matematyki, Literatury oraz Gospodarstwa, Wiadomości Technicznych i wszelkich Kunsztów. Po 1840 liczbę wydziałów zredukowano do czterech.
TNK prowadziło ożywioną działalność wydawniczą. W latach 1817–1872 TNK wydawało „Rocznik Towarzystwa Naukowego Krakowskiego z Uniwersytetem Krakowskim Połączonego”. W 1852 zawieszone. Reaktywowane w 1857 jako Cesarsko-Królewskie Towarzystwo Naukowe Krakowskie.
W 1872 zostało przekształcone w Akademię Umiejętności.

## Prezesi Towarzystwa
- Walenty Litwiński 1815-1821
- Sebastian Girtler 1821-1823 i 1826-1831
- Józef Załuski 1823-1826
- Alojzy Rafał Estreicher 1831-1833
- Karol Hube 1833-1835
- Wincenty Łańcucki 1835-1837
- Antoni Mikołaj Matakiewicz 1837-1839
- Maciej Józef Brodowicz 1839-1841 i 1847-1848
- Jan Kajetan Trojański 1841-1843
- Leon Laurysiewicz 1843-1845
- Adam Szymon Krzyżanowski 1845-1847
- Józef Majer 1848-1852 i 1860-1872